# Porno tou

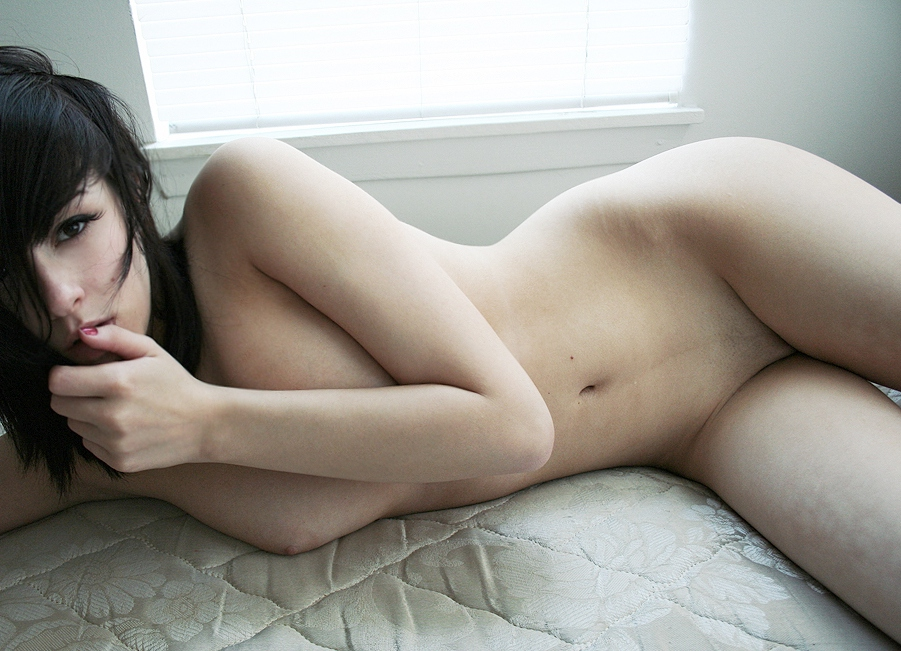
Una imatge de softcore (porno tou).

El porno tou o porno suau (en anglès: softcore porn) és un gènere pornogràfic en el qual no es mostren actes sexuals explícits.
Normalment la major part de les escenes solen ser protagonitzades per dones soles o en parella que mostren els seus cossos nus, s'acaricien i es besen amb la finalitat d'excitar a l'espectador, però sense arribar a consumar cap acte sexual. El més explícit que es pot veure en la pornografia tova és la masturbació. Poc sovint es veuen escenes amb homes en aquest gènere eròtic.
La pornografia suau sol ser considerada com un art. Un dels directors més famosos en aquest gènere és el director porno Andrew Blake i és habitual de trobar aquest gènere de pornografia en algunes revistes eròtiques. En algunes produccions de porno tou, es fa servir la tècnica del handbra, que consisteix a amagar totalment o parcialment els pits amb les mans. Hi ha revistes com Playboy, en les quals apareixen escenes de porno tou.